# Брандіс (Німеччина)
Брандіс (нім. Brandis) — місто в Німеччині, розташоване в землі Саксонія. Входить до складу району Лейпциг.
Площа — 34,81 км2. Населення становить 9638 ос. (станом на 31 грудня 2020).